# Château de Rajat
Le château de Rajat est un château français situé sur les territoires des communes de Saint-Pierre-de-Chandieu dans le département du Rhône et d’Heyrieux dans le département de l'Isère, mais cependant entièrement situé dans la région Auvergne-Rhône-Alpes. Aujourd'hui le Château de Rajat est le lieu incontournable pour tous types d'évènements qu'il soient d'ordres privés, comme des mariages ou anniversaires, ou d'ordres professionnels puisqu'il accueille régulièrement des séminaires, journées team building, soirées d'entreprises... 
En 2019, le domaine s'enrichit d'une Orangerie pour les évènements de grande ampleur.

## Situation et accès
Selon les références toponymiques fournies par le site Géoportail de l'IGN, le château de Rajat est situé sur les limites de deux territoires communaux, la plus grande partie du bâtiment et du domaine étant positionné dans la commune de Saint-Pierre-de-Chandieu, dans le département du Rhône, la partie orientale se trouvant, quant à elle, sur le territoire de la commune d’Heyrieux, situé dans le département de l’Isère.
 
La limite entre les deux départements traverse donc le corps principal du château proprement dit, ainsi que son parc selon un axe sud-ouest nord-est.
Le domaine est situé non loin de l'ancienne route nationale 518 devenue RD 518 au cours de la réforme de 1972. Les visiteurs peuvent se rendre vers le site en empruntant la route de Rajat (commune d'Heyrieux).

## Histoire
Le château a été édifié par des banquiers lyonnais entre la fin du XIXe siècle et le début du XXe siècle dans le style Louis XV. 
Jusqu’en 1975, la congrégation religieuse des Frères Salésiens établirent une institution caritative au bénéfice des enfants pauvres. Le syndicat Intercommunal de Rajat fut créé en 1975 dans le but de racheter le domaine de Rajat à l’Ordre Salésien qui n’avait plus les moyens de l’entretenir. Après la dissolution du syndicat intercommunal en 2016, la Commune de St Pierre de Chandieu a repris le domaine, le château, les bâtiments annexes et le parc,.
A présent, le château est devenu un lieu événementiel géré par la société PLACES OF EVENTS qui organisent des événements professionnels tels que des séminaires, conventions, soirées d'entreprise mais également des mariages.

## Description

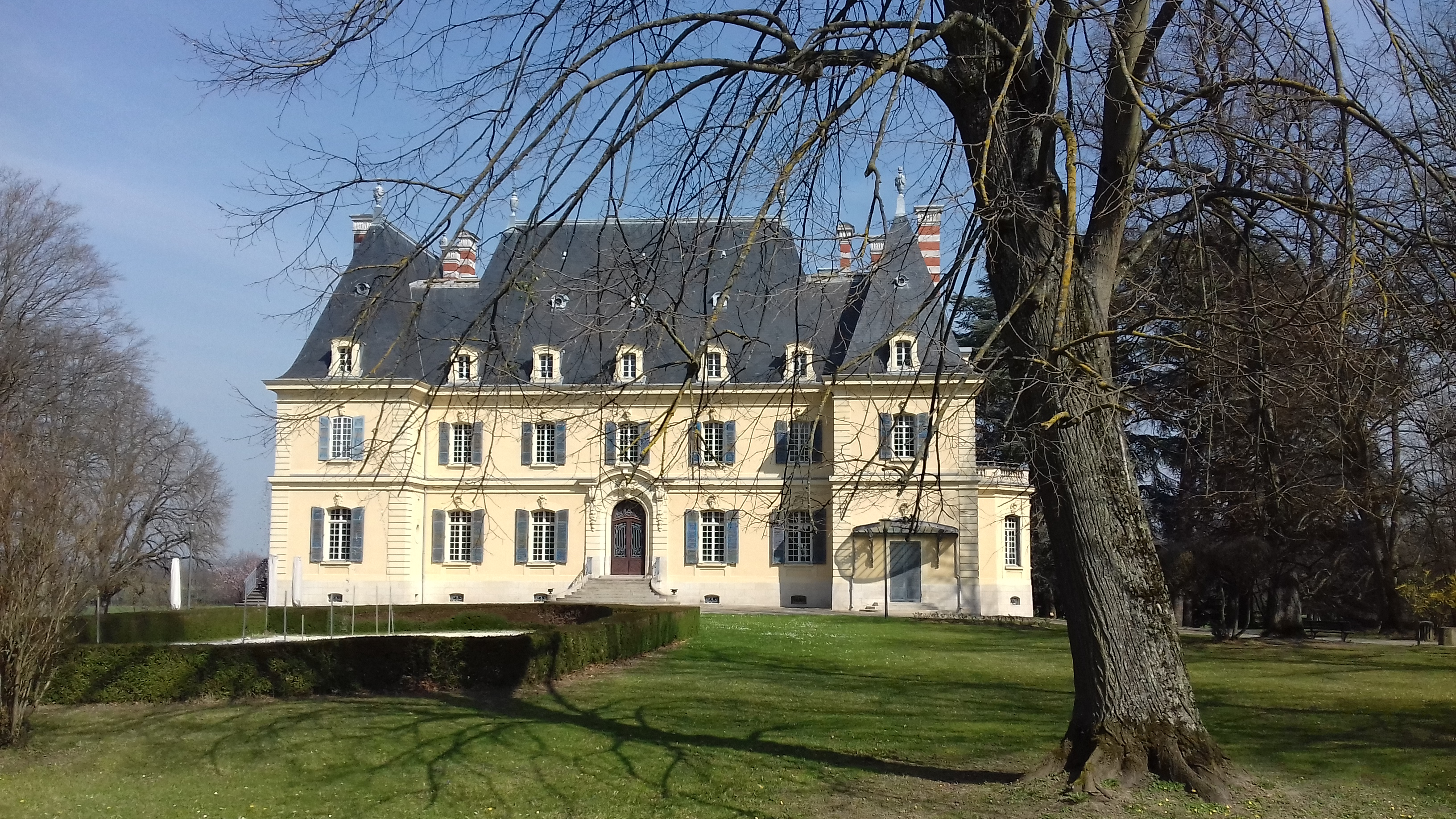
le château de Rajat dans son parc

Cette demeure bien entretenue, située dans le cadre bucolique d'un grand parc ouvert au public, présente l'aspect d'une grande maison seigneuriale avec, de part et d'autre du bâtiment principal, deux tourelles carrées, bien qu'il s'agisse en fait d'une grande maison de facture récente édifiée dans le cadre d'une villégiature. 
L'édifice, qui dispose de quatre salles de réception pouvant accueillir plus de 150 personnes est situé au cœur d'un vaste domaine de 20 hectares planté d’arbres centenaires aux essences diverses. Trois parkings de 150 places jouxtent le domaine.
Une Orangerie (espace de réception) a été créée avec le parc et le château en 2019.